# 反町站
反町站（日语：／ Tammachi eki */?）是一個位於神奈川縣橫濱市神奈川區上反町，屬於東急電鐵東橫線的鐵路車站。車站編號是TY20。

## 歷史
- 1926年（大正15年）2月14日 - 此站啟用[2]。
- 1960年（昭和35年） - 車站改建[2]。
- 2004年（平成16年）1月31日 至 2005年（平成17年）2月1日 - 為配合與此線與港未來線進行直通運轉，車站進行地下化工程。[3][4]
- 2006年（平成16年）3月28日 - 地下車站開始使用，同時更改出入閘機及自動售票機之位置。[5]

## 車站結構
本站是島式月台1面2線（月台有效長度可停放20公尺級車輛八輛編組，同時有月台延長段可增加兩輛編組。月台延長段平時以柵欄隔開，沒有月台門）的地下車站。本站原是側式月台2面2線地面車站，後於2004年（平成16年）1月31日地下化。剪票口在地上1樓，月臺在地下四樓。大廳層有電扶梯與電梯通往月台層。
本站地下化後，舊站房仍持續使用至2006年（平成18年）3月28日新站房啟用為止。舊站房在同年4月中拆除改建為綠地與步道。另外，新站房旁也新建商業設施。
地面車站時代的廁所在入口處，2004年12月於一樓付費區內新設廁所。廁所前方還設有休息區。

### 月台配置
| 月台 | 路線   | 方向 | 目的地                                                   |
| ---- | ------ | ---- | -------------------------------------------------------- |
| 1    | 東橫線 | 下行 | 橫濱、 港未來21線 元町·中華街方向                        |
| 2    | 東橫線 | 上行 | 澀谷、 副都心線 池袋、 池袋線 所澤、 東上本線 川越市方向 |

（來源：東急電鐵:車站構內圖（页面存档备份，存于））

## 使用情況
2016年度1日平均上下車人次為13,010人、近年逐漸減少，是東横線使用人數最低的車站。
近年1日平均上下、上車人次推移如下表。
| 年度               | 1日平均 上下車人次 | 1日平均 上車人次 | 來源     |
| ------------------ | ------------------ | ---------------- | -------- |
| 1980年（昭和55年） |                    | 10,723           |          |
| 1981年（昭和56年） |                    | 11,093           |          |
| 1982年（昭和57年） |                    | 11,175           |          |
| 1983年（昭和58年） |                    | 11,036           |          |
| 1984年（昭和59年） |                    | 10,942           |          |
| 1985年（昭和60年） |                    | 10,296           |          |
| 1986年（昭和61年） |                    | 10,452           |          |
| 1987年（昭和62年） |                    | 10,464           |          |
| 1988年（昭和63年） |                    | 10,301           |          |
| 1989年（平成元年） |                    | 10,375           |          |
| 1990年（平成02年） |                    | 10,658           |          |
| 1991年（平成03年） |                    | 10,932           |          |
| 1992年（平成04年） |                    | 10,813           |          |
| 1993年（平成05年） |                    | 10,634           |          |
| 1994年（平成06年） |                    | 10,620           |          |
| 1995年（平成07年） |                    | 10,450           | [ * 1 ]  |
| 1996年（平成08年） |                    | 10,136           |          |
| 1997年（平成09年） |                    | 9,967            |          |
| 1998年（平成10年） |                    | 9,561            | [ * 2 ]  |
| 1999年（平成11年） |                    | 9,303            | [ * 3 ]  |
| 2000年（平成12年） |                    | 9,139            | [ * 3 ]  |
| 2001年（平成13年） |                    | 8,982            | [ * 4 ]  |
| 2002年（平成14年） | 18,384             | 9,045            | [ * 5 ]  |
| 2003年（平成15年） | 17,658             | 8,772            | [ * 6 ]  |
| 2004年（平成16年） | 15,173             | 7,793            | [ * 7 ]  |
| 2005年（平成17年） | 14,115             | 7,171            | [ * 8 ]  |
| 2006年（平成18年） | 13,654             | 6,937            | [ * 9 ]  |
| 2007年（平成19年） | 13,783             | 6,977            | [ * 10 ] |
| 2008年（平成20年） | 13,538             | 6,893            | [ * 11 ] |
| 2009年（平成21年） | 13,211             | 6,698            | [ * 12 ] |
| 2010年（平成22年） | 13,206             | 6,678            | [ * 13 ] |
| 2011年（平成23年） | 12,874             | 6,505            | [ * 14 ] |
| 2012年（平成24年） | 12,818             | 6,462            | [ * 15 ] |
| 2013年（平成25年） | 12,891             | 6,456            | [ * 16 ] |
| 2014年（平成26年） | 12,364             | 6,193            | [ * 17 ] |
| 2015年（平成27年） | 12,620             | 6,327            |          |
| 2016年（平成28年） | 13,010             |                  |          |

## 車站周邊
- 國道1號（橫濱新道（日语：横浜新道））
- 京急本線神奈川站（步行5分）
- JR京濱東北線、橫濱線東神奈川站
- 京急本線京急東神奈川站
- 橫濱市營地下鐵藍線（3號線）三澤下町站（步行10分）
- 神奈川區役所
  - 橫濱市神奈川消防署
- 橫濱反町郵便局
- 反町公園（日语：反町公園）
- 神奈川縣古書會館
- 本覺寺
- 橫濱信用金庫（日语：横浜信用金庫）反町支店
- 橫濱銀行反町支店
- 橫濱市立青木小學校
- 橫濱市立栗田谷中學校（日语：横浜市立栗田谷中学校）
- 學校法人大原學園橫濱校（日语：学校法人大原学園）
  - 大原簿記情報商務專門學校橫濱校
  - 大原醫療秘書福祉保育專門學校橫濱校
  - 大原法律公務員專門學校橫濱校
- 東橫花綠道（日语：東横フラワー緑道）
- 日本福音路德橫濱教會（日语：日本福音ルーテル教会）

## 巴士路線
橫濱市營巴士
最近的巴士站是國道1號上的東橫反町站前
| 乘車處 | 系統     | 主要行經地                                           | 目的地         |
| ------ | -------- | ---------------------------------------------------- | -------------- |
| 南側   | 50       | 栗田谷                                               | 神大寺入口     |
| 南側   | 50       | 栗田谷、神大寺入口、三澤綜合球場                     | 橫濱站西口     |
| 南側   | 深夜     | 栗田谷、神大寺入口、三澤綜合球場                     | 保土谷車庫     |
| 南側   | 接觸巴士 | 三澤上町站前、片倉町入口、小川橋、菅田町、鴨居站前、 | 綠車庫         |
| 北側   | 35       | 青木橋                                               | 橫濱站西口     |
| 北側   | 接觸巴士 | 反町                                                 | 東神奈川站西口 |

- 神奈川中央交通1系統、市營巴士201系統未通過東橫反町站前，需到國道1號的松本巴士站搭乘。

## 站名由來
開業時以所在地橫濱市青木町字反町命名。
「反町」的由來有多種說法，一說是「段町」轉字而來，也有源自一反二反的「反」（日语：／，古代面積單位），還有說是源自此地定期在休耕地燒田的「ソリ」、「ソリマチ」。

## 相鄰車站
東急電鐵
 東橫線
■特急、□通勤特急、■急行
通過
■各站停車
東白樂（TY19）－反町（TY20）－橫濱（TY21）

## 延伸閱讀
- 宮田道一. . JTBパブリッシング. 2008-09-01. ISBN 9784533071669.

## 外部連結
- 反町（各站資訊） - 東急電鐵